# A7VU
Az A7V harctéri tapasztalatai és a zsákmányolt angol harckocsik tanulmányozása alapján tervezett második generációs német harcjármű. A motorok külön hajtották a kétoldali lánctalpakat, így helyben fordulásra is képes volt. Sorozatgyártására már nem került sor a háború vége miatt.

## Egyéb adatai
- Mászóképesség: 30°

## Galéria

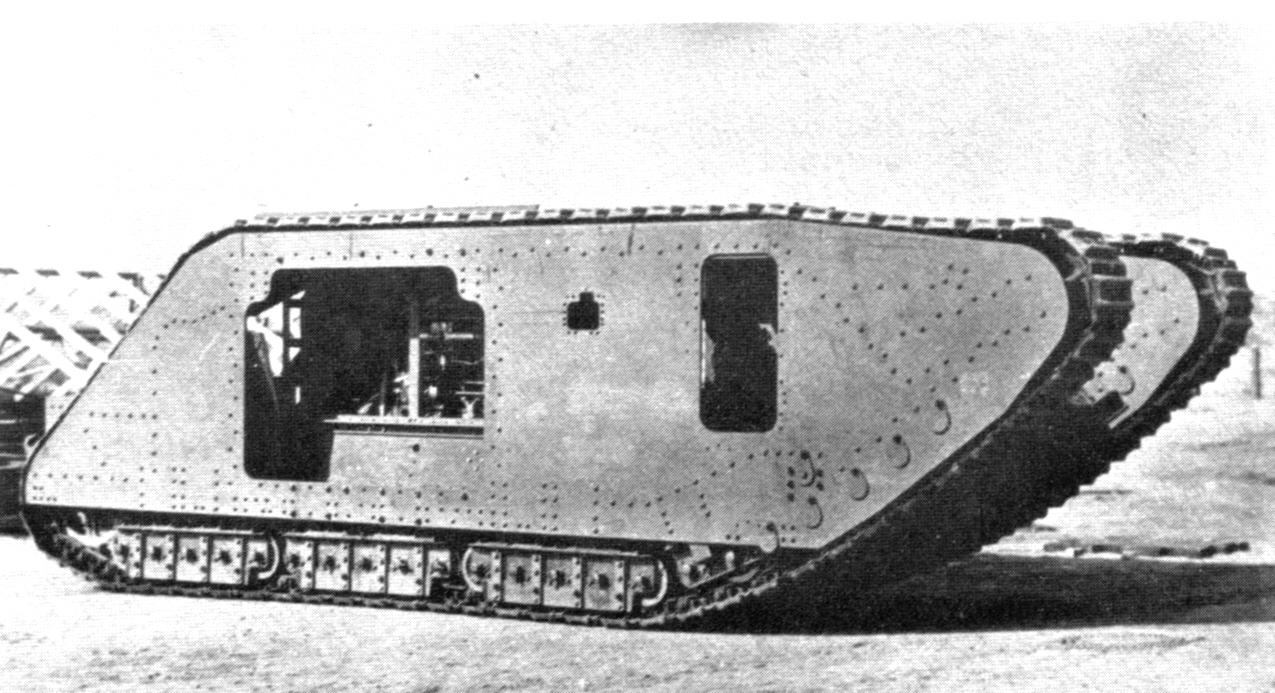
Az A7VU csupasz páncélteste, gondolák és torony nélkül, 1918-ból
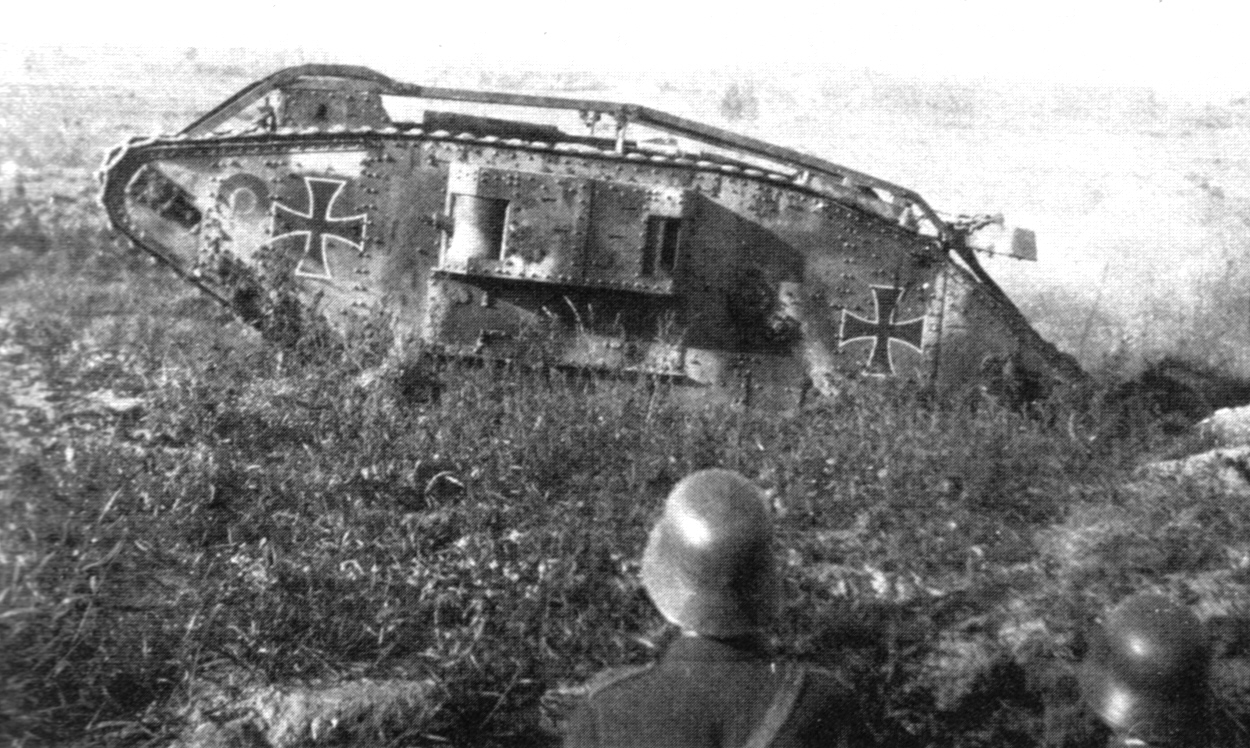
Összehasonlításként: német üzemeltetésű Mark IV harckocsi 1918-ban